# برامول (مجموعه تلویزیونی)
برامول (انگلیسی: Bramwell) یک درام پزشکی بریتانیایی است که مابین سال‌های ۱۹۹۵ تا ۱۹۹۸ از شبکهٔ آی‌تی‌وی پخش شد. این مجموعه در ایران با نام «برای زندگی» معروف است.

## بازیگران
- جما ردگریو
- روت شین
- دیوید کالدر
- میشل دوتریس
- رابرت هاردی
- اندرو کانلی
- فیلیپ جکسون
- لینزی بکستر